# Joanna Szarawaga
Joanna Szarawaga (født 2. april 1994 i Dębno, Polen) er en kvindelig polsk håndboldspiller, som spiller for Vistal Gdynia og det polske håndboldlandshold.